# Divadelní festival

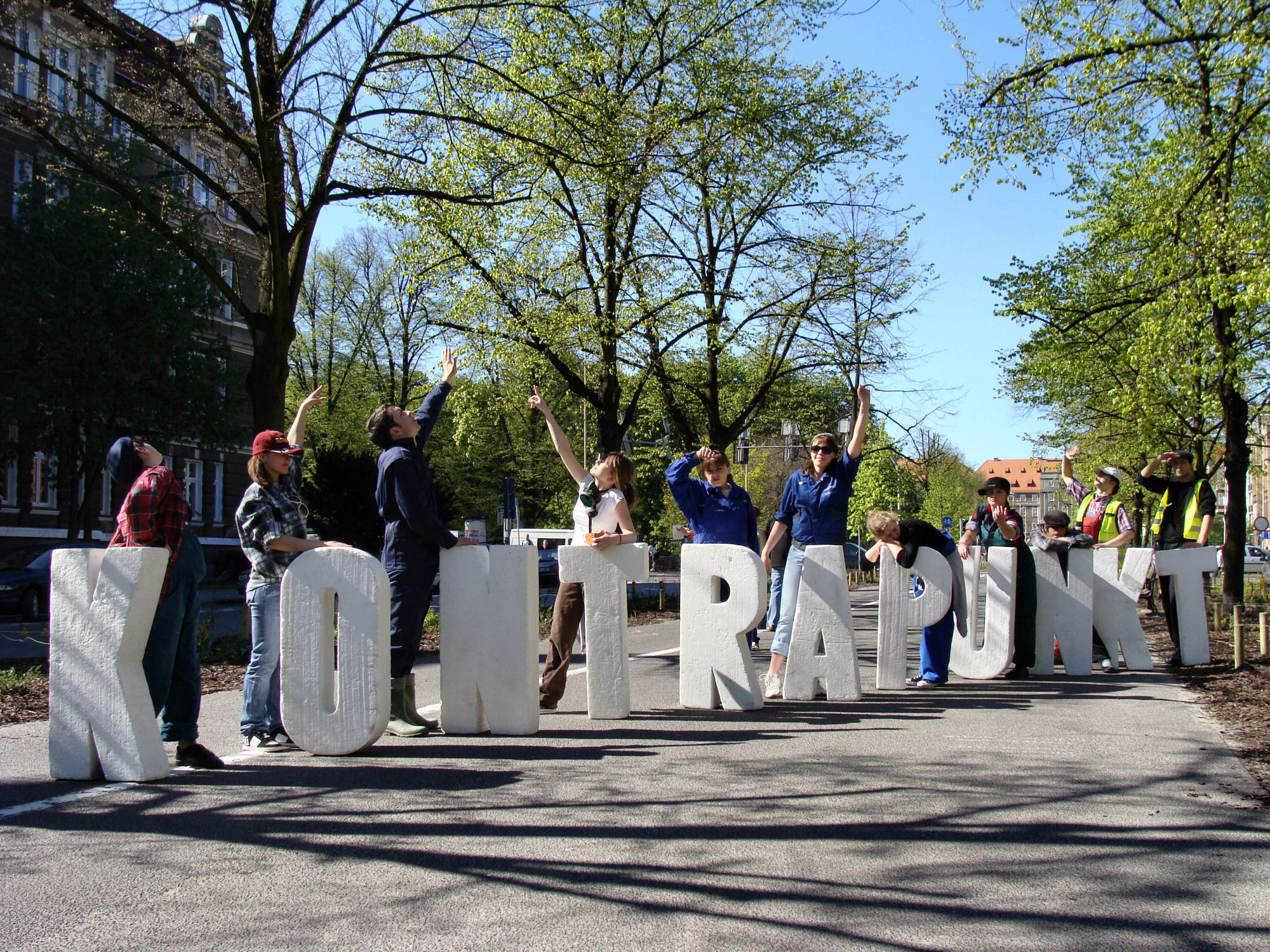
Przegląd Teatrów Małych Form „Kontrapunkt”, divadelní festival ve Štětíně (Polsko)

Divadelní festival (též divadelní slavnost) je série divadelních představení soustředěná do omezeného časového období, na určité místo a v samostatném organizačním nebo tematickém rámci odlišném od pravidelného divadelního provozu. Tato představení může inscenovat jediný stálý divadelní soubor, více různých divadelních souborů anebo dočasný divadelní soubor vytvořený pro účely a n dobu festivalu. Divadelní festival může být jednorázový nebo se může pravidelně opakovat, a to nejčasněji každoročně, případně s víceletými odstupy (bienále, trienále, kvadrienále…). Divadelní festival může být zaměřen na určitý žánr (loutkové divadlo, hudební divadlo, pantomima, pouliční divadlo…), na určitý soubor děl (festivaly shakespearovské, rossiniovské, barokního divadla…), na divadlo určitého jazyka nebo jinak blíže vymezený (ochotnické divadlo, divadlo neslyšících, divadlo jednoho herce…). Na druhé straně mohou být divadelní představení součástí festivalů se širším záběrem zahrnujícím i další druhy umění.

## Historie a typy festivalů
Divadlo vzniklo v souvislosti a náboženskými obřady, zpravidla opakovanými v určitých odstupech, jako byly starořecké dionýsie nebo pozdější křesťanské obřady, v jejichž rámci byly hrány hry s náboženskými tématy (mystéria). Pravidelně opakované pašijové hry, v nichž účinkují místní amatéři, se na některých místech udržely v nepřerušené tradici dodnes, například v německém Obergammerau nebo v Hořicích na Šumavě; lze je považovat za „divadelní festivaly“ s nejstarší tradicí. Méně jasnou spojitost s křesťanstvím má masopust (karneval), období tradičně spojené s rozvojem světského divadla. Jiným předchůdcem dnešních divadelních festivalů je divadelní složka slavností pořádaných ke státním příležitostem, například ke svatbám členů panovnických rodin nebo ke korunovacím. Pravidelný divadelní provoz je historicky poměrně nedávný jev související s urbanizací (od 16./17. století v nejlidnatějších evropských centrech – Paříž, Londýn, Benátky, Řím –, od poloviny 18. století v českých zemích).
Teprve v podmínkách rozvinuté měšťanské divadelní kultury od 19. století lze hovořit o začátku divadelních slavností a festivalů v dnešním smyslu, pořádaných nikoli při příležitosti mimodivadelních událostí, ale z vnitřních potřeb divadla. Prvním typem byly festivaly a slavnosti pořádané nikoli na počest panovníků, ale na počest umělců s divadlem spojených. V českých podmínkách byla z jednou z prvních takových slavností Schillerova slavnost roku 1857 ve Stavovském divadle; vedle doprovodných akcí tvořil její páteř cyklus Schillerových dramat. Pro jazykově české divadlo měly zvláštní význam shakespearovské slavnosti roku 1864, dva roky po osamostatnění české scény. Zárodek skutečných divadelních festivalů na českém území zavedl v podobě opakovaného uvádění cyklu oper Richarda Wagnera, takzvaných „májových hrách“ (Maifestspiele), a jejich pandánu činoherních „mistrovských hrách“ (Meisterfestspiele) v Novém německém divadle jeho ředitel Angelo Neumann roku 1899. Tento typ festivalu je nyní spíše ojedinělý, nabízí ho však Státní opera Praha na počátku každé sezóny v podobě tzv. „Verdi Festivalu“, cyklu italských oper z vlastního repertoáru.
Jistou obdobou tohoto typu festivalu jsou festivaly, na nich v zásadě vystupuje soubor jednoho stálého divadla, avšak v jiném prostředí, zejména v letní době, a případně s přizpůsobeným repertoárem. Tak například festival Buchlovské divadelní léto provozuje Slovácké divadlo, Jihočeské divadelní léto Jihočeské divadlo.
Postupné prodlužování divadelních prázdnin umožnily ve 2. polovině 19. století vznik dalšího typu divadelního festivalu, při kterém jsou angažováni takto dočasně uvolnění umělci stálých divadel. V letní době se často hrávalo mimo kamenná divadla v dočasných budovách vyhovujících sezónním poměrům nebo i na volných prostranstvích. Tyto podniky se nemusely zásadně odlišovat od běžného divadelního provozu (se zaměřením na lidovější repertoár pro města a náročnější repertoár pro místa, kde se v letních měsících soustřeďovala společenská elita, například lázně), v kombinaci s určitým ideovým záměrem však mohly vzniknout skutečné letní festivaly. Vzorem v tomto směru mohou být Hudební slavnosti v Bayreuthu, konané od roku 1876. V českém prostředí na v zásadě stejném, ale mnohem lidovějším a méně organizovaném principu působila například letní operní představení v amfiteátru v Šárce. Takto zcela autonomně organizované divadelní festivaly jsou nákladné a organizačně náročné, a proto dnes spíše řídké. Jedním z nich jsou Letní shakespearovské slavnosti pořádané na několika místech České republiky a Slovenska.
V současnosti nejčastějším typem divadelního festivalu je ten, na kterém vystupuje více různých divadelních souborů. Často označované jako „divadelní přehlídka“, takové festivaly slouží k seznámení místního publika s prací divadel z jiných částí země či ze zahraničí a současně ke vzájemné konfrontaci a inspiraci divadelníků. Před druhou světovou válkou byly divadelní festivaly tohoto typu řídké z konkurenčních (většina profesionálních divadel byla financována ze soukromých prostředků) i technicko-logistických důvodů. Spolupráce divadel se omezovala na příležitostná hostování na jednotlivá nebo na prodloužená období – „sezóny“. Průkopnický ráz měly opět Neumannovy italské stagiony v Novém německém divadle letech 1901-1910. (Na tuto tradici navázala např. Petěrburská divadelní sezóna v Praze 2007.)
Ve větší míře vznikly divadelní festivaly s veřejnou podporou až po roce 1945. Jedním z nejstarších a nejvýznamnějších je Edinburský festival. V současnosti existují jen v Evropě stovky divadelních festivalů s různou tradicí a náplní. Řada z nich je mezinárodních, zejména v oborech divadla hudebního a pohybového (tanec, pantomima), kde nepřekáží jazyková bariéra.